# Josef Mengele
Josef Mengele ([ˈjoːzɛf ˈmɛŋələ] ⓘ; 16 tháng 3 năm 1911 – 7 tháng 2 năm 1979), còn được biết đến với biệt danh Thiên thần Chết (tiếng Đức: Todesengel), là một sĩ quan Schutzstaffel (SS) và bác sĩ quân y người Đức trong Chiến tranh thế giới thứ hai. Mengele vốn phục vụ tại mặt trận phía Đông trước khi chuyển đến làm việc tại Auschwitz vào năm 1943. Tại trại tập trung Auschwitz II (Birkenau), Mengele được giao nhiệm vụ tuyển chọn tù nhân để thủ tiêu tại các phòng hơi ngạt.
Giai đoạn tiền chiến, Mengele gây nổi bật khi bảo vệ thành công hai bằng tiến sĩ về nhân chủng học và y học, đồng thời bắt đầu sự nghiệp nghiên cứu khoa học. Ông gia nhập Đảng Quốc xã vào năm 1937 và lực lượng SS vào năm 1938. Khi Chiến tranh thế giới thứ hai bùng nổ, Mengele được bổ nhiệm làm sĩ quan y tế cấp tiểu đoàn, phục vụ trong Waffen-SS. Đến đầu năm 1943, ông chuyển sang hệ thống trại tập trung của Đức Quốc Xã và được điều đến Auschwitz làm việc. Tại đây, Mengele coi Auschwitz là cơ hội để tiến hành các nghiên cứu di truyền, đặc biệt tập trung vào các cặp song sinh, bất chấp sức khỏe và mạng sống của các nạn nhân. Mengele thường được khắc họa như hiện thân của hai thái cực tính cách đối lập, khi vừa thể hiện sự thân thiện và chu đáo kỳ lạ với các nạn nhân, nhưng lại lạnh lùng đến tàn nhẫn khi thực hiện tội ác. Ngày 17 tháng 1 năm 1945, chỉ 10 ngày trước khi Hồng quân Liên Xô giải phóng trại Auschwitz, Mengele được di tản đến Trại tập trung Gross-Rosen cách đó 280 kilômét (170 dặm).
Sau chiến tranh, Mengele sử dụng Con đường chuột để đào tẩu sang Nam Mỹ. Tháng 7 năm 1949, ông đặt chân đến Argentina bằng đường biển, sống mai danh ẩn tích tại khu vực Buenos Aires nhưng vẫn duy trì nhiều mối liên hệ với cộng đồng ủng hộ Quốc Xã tại đây. Tuy nhiên, trước áp lực ngày càng gia tăng từ các cuộc truy lùng của Tây Đức, Israel và các thợ săn quốc xã, Mengele phải liên tục di chuyển, trốn sang Paraguay năm 1959 và cuối cùng định cư tại Brasil vào năm 1960. Bất chấp các nỗ lực truy bắt, bao gồm chiến dịch bí mật của Mossad và những yêu cầu dẫn độ từ Tây Đức, Mengele vẫn không sa lưới công lý nhờ sự hỗ trợ từ những người ủng hộ và mạng lưới tàn dư Quốc Xã. Ngày 7 tháng 2 năm 1979, Mengele tử vong do đột quỵ và chết đuối khi đang tắm biển ở Bertioga, Brasil và được chôn cất dưới tên giả Wolfgang Gerhard. Cái chết của ông ban đầu không được phát hiện, nhưng vào năm 1985, hài cốt của Mengele được khai quật và xác nhận danh tính thông qua giám định pháp y.

## Thân thế
Josef Mengele, sinh ngày 16 tháng 3 năm 1911 tại Günzburg, là con trai cả trong ba đứa con của cặp vợ chồng Walburga (nhũ danh Hupfauer) và Karl Mengele. Hai người em trai của ông lần lượt là Karl Jr. và Alois. Karl khởi nghiệp với việc mua lại một cơ sở sản xuất nông cụ vào năm 1907 và chỉ trong ít năm đã trở thành ông chủ lớn nhất tại địa phương. Khi Karl qua đời vào năm 1959, công ty Karl Mengele & Söhne đã phát triển thành một doanh nghiệp toàn cầu với 2.000 nhân viên. Karl Mengele từng tòng quân trong chiến tranh thế giới thứ nhất. Những năm 1920, ông gia nhập lực lượng bán quân sự Der Stahlhelm, Bund der Frontsoldaten và từng có khoảng thời gian là đảng viên Đảng Nhân dân Quốc gia Đức. Dù mang tư tưởng bảo thủ, ông không được xem là người bài Do Thái.
Trong các năm 1924 và 1929, Karl tham gia tranh cử vào Hội đồng Thành phố Günzburg dưới danh nghĩa Hiệp hội Công dân Tự do nhưng không thành công. Ông gia nhập Đảng Quốc Xã vào năm 1932 và dường như nhận được một ghế trong hội đồng thành phố vì có đóng góp cho đảng. Sau khi hứng phải chỉ trích từ nội bộ đảng rằng ông dùng tiền để mua chức quyền, Karl gia nhập lực lượng SS vào năm 1935. Mặc dù cha của Josef Mengele hoạt động tích cực trong các tổ chức chính trị và lực lượng bán quân sự, giới nghiên cứu lịch sử cho rằng môi trường gia đình nơi ông lớn lên không bị ảnh hưởng bởi tư tưởng Quốc Xã. Thay vào đó, gia đình Mengele được mô tả là mang đậm màu sắc của chủ nghĩa Công giáo bảo thủ kết hợp với chủ nghĩa Dân tộc Đức.

## Thiếu thời
Năm 1924, Josef Mengele gia nhập Đoàn Thanh niên Đại Đức (Großdeutschen Jugendbund, GDJ) ở tuổi 13. Trong khoảng thời gian từ năm 1927 đến 1930, ông giữ chức trưởng nhóm Thanh niên địa phương tại Günzburg. Sau khi tốt nghiệp trung học phổ thông năm 1930, Josef Mengele theo học ngành y khoa tại Đại học Ludwig Maximilian tại München, thành phố được coi là trái tim của phong trào Quốc xã. Nhưng không lâu sau, ông chuyển đến Bonn trong học kỳ thứ ba vì lý do cá nhân. Theo lời tự thuật, ban đầu ông vốn không có ý định tham gia các hội nhóm sinh viên vì không thích thói rượu chè của họ. Tuy nhiên, vào tháng 5 năm 1931, Mengele gia nhập lực lượng thanh niên Jungstahlhelm thuộc tổ chức cựu chiến binh Stahlhelm, đánh dấu bước chuyển quan trọng trong nhận thức chính trị. Trong nhật ký, Mengele kể lại rằng ông và một người bạn từng chứng kiến một cuộc biểu tình của phe cộng sản, và khoảnh khắc đó khiến ông nhận ra rằng mình không thể đứng ngoài cuộc trong bối cảnh xáo động chính trị. Sau khi trải qua một học kỳ ở Viên, Mengele quay trở lại München vào mùa hè năm 1933 và ghi danh vào khoa nhân chủng học.
Năm 1935, Mengele đạt điểm tuyệt đối với luận án mang tiêu đề Rassenmorphologische Untersuchung des vorderen Unterkieferabschnittes bei vier rassischen Gruppen ("Nghiên cứu hình thái học xương hàm dưới của bốn nhóm chủng tộc") và được giám đốc Viện Nhân chủng học München, Theodor Mollison trao bằng tiến sĩ nhân chủng học hạng tối ưu (summa cum laude). Trong quá trình thực hiện luận án, Mengele đã nghiên cứu 123 bộ hàm dưới từ Bộ sưu tập Nhân chủng học ở München – những hiện vật từ thời sơ khai của lịch sử loài người – với mục tiêu xác định mối liên hệ giữa các nhóm chủng tộc thông qua cấu trúc của các phần xương này. Tuy nhiên, sử gia y học Udo Benzenhöfer, đại diện cho quan điểm khoa học hiện đại, nhận định rằng luận án này không phải là một công trình khoa học thực thụ mà chỉ là một ý tưởng "hoang đường".
Vào mùa hè năm 1936, Mengele vượt qua kỳ kiểm tra y tế cấp nhà nước. Sau bốn tháng thực tập tại Phòng khám Nhi đồng Đại học Leipzig, ông nhận vị trí trợ lý tại Viện Đại học về Sinh học Di truyền và Vệ sinh Nhân chủng ở Frankfurt am Main, theo lời giới thiệu của Theodor Mollison.  Viện này khi đó được điều hành bởi tiến sĩ Otmar Freiherr von Verschuer, người cùng với Mollison được xem là hai nhân vật đã khơi dậy mối quan tâm sâu sắc của Mengele đối với thuyết ưu sinh và bệnh lý di truyền. Trong vai trò trợ lý của Von Verschuer, Mengele tập trung nghiên cứu các yếu tố di truyền gây nên những dị tật như sứt cằm, sứt môi và hở hàm ếch. Thành tựu từ những nghiên cứu này giúp ông giành được bằng tiến sĩ y khoa hạng xuất sắc tại Đại học Frankfurt vào năm 1938. Von Verschuer, trong một bức thư giới thiệu, không tiếc lời ca ngợi sự đáng tin cậy và khả năng truyền tải những vấn đề khoa học phức tạp của Mengele một cách mạch lạc, dễ hiểu. Tác giả người Mỹ, Robert Jay Lifton, lưu ý rằng các công trình nghiên cứu mà Mengele từng công bố đều phù hợp với xu hướng khoa học thời đó và chúng thậm chí cũng có thể được coi là những công trình nghiên cứu hợp lệ ở các nước khác.

## Binh nghiệp
Tư tưởng của Chủ nghĩa Quốc xã kết hợp những yếu tố của chủ nghĩa bài Do Thái, vệ sinh nhân chủng và ưu sinh với chủ nghĩa Liên Đức và chủ nghĩa bành trướng lãnh thổ, xem việc tìm kiếm Lebensraum (không gian sống) cho dân tộc Đức là sứ mệnh tối thượng. Để đạt được mục tiêu trên, Đức Quốc Xã xâm lược Ba Lan và Liên Xô, dự định trục xuất người Do Thái và Slav bản địa — những sắc dân bị Đức Quốc Xã đánh giá là thấp kém hơn chủng tộc Aryan.
Sau khi gia nhập Đảng Quốc Xã vào năm 1937 và Schutzstaffel (SS) vào năm 1938, Mengele tham gia khóa đào tạo quân sự cơ bản của Gebirgsjäger. Tháng 6 năm 1940, ông được gọi vào Wehrmacht chỉ ít lâu sau khi Chiến tranh thế giới thứ hai bùng nổ. Mengele tình nguyện trở thành bác sĩ quân y trong Waffen-SS, nhánh chiến đấu của SS, phục vụ với quân hàm SS-Untersturmführer (thiếu úy) trong một tiểu đoàn dự bị y tế cho đến tháng 11 năm 1940. Sau đó, ông được điều đến làm việc tại SS-Rasse- und Siedlungshauptamt ở Poznań với công việc chính là chọn lựa những ứng viên đủ điều kiện về mặt nhân chủng để tham gia chương trình Đức hóa.
Vào tháng 6 năm 1941, Mengele được điều động tới Ukraina và được trao tặng Huân chương Thập tự Sắt hạng Hai. Đầu năm 1942, ông gia nhập Sư đoàn Panzer SS số 5 "Wiking" dưới tư cách bác sĩ quân y cấp tiểu đoàn. Sau khi giải cứu hai lính Đức khỏi một xe tăng bị cháy, Mengele được cấp trên trao tặng Huân chương Thập tự sắt hạng nhất, Huân chương trọng thương màu đen cùng Huân chương vì sự nghiệp chăm sóc người Đức. Giữa năm 1942, do bị thương nặng gần Rostov trên sông Đông, Mengele được chẩn đoán là không còn đủ khả năng phục vụ tại ngũ. Sau khi bình phục, ông được điều đến làm việc tại Văn phòng Định cư và Chủng tộc SS ở Berlin. Tại đây, Mengele một lần nữa có cơ hội hợp tác với Von Verschuer, người lúc bấy giờ đã là giám đốc của Viện Nhân chủng học, Di truyền con người và Ưu sinh Hoàng đế Wilhelm. Tháng 4 năm 1943, Mengele được thăng hàm SS-Hauptsturmführer (đại úy).

## Auschwitz

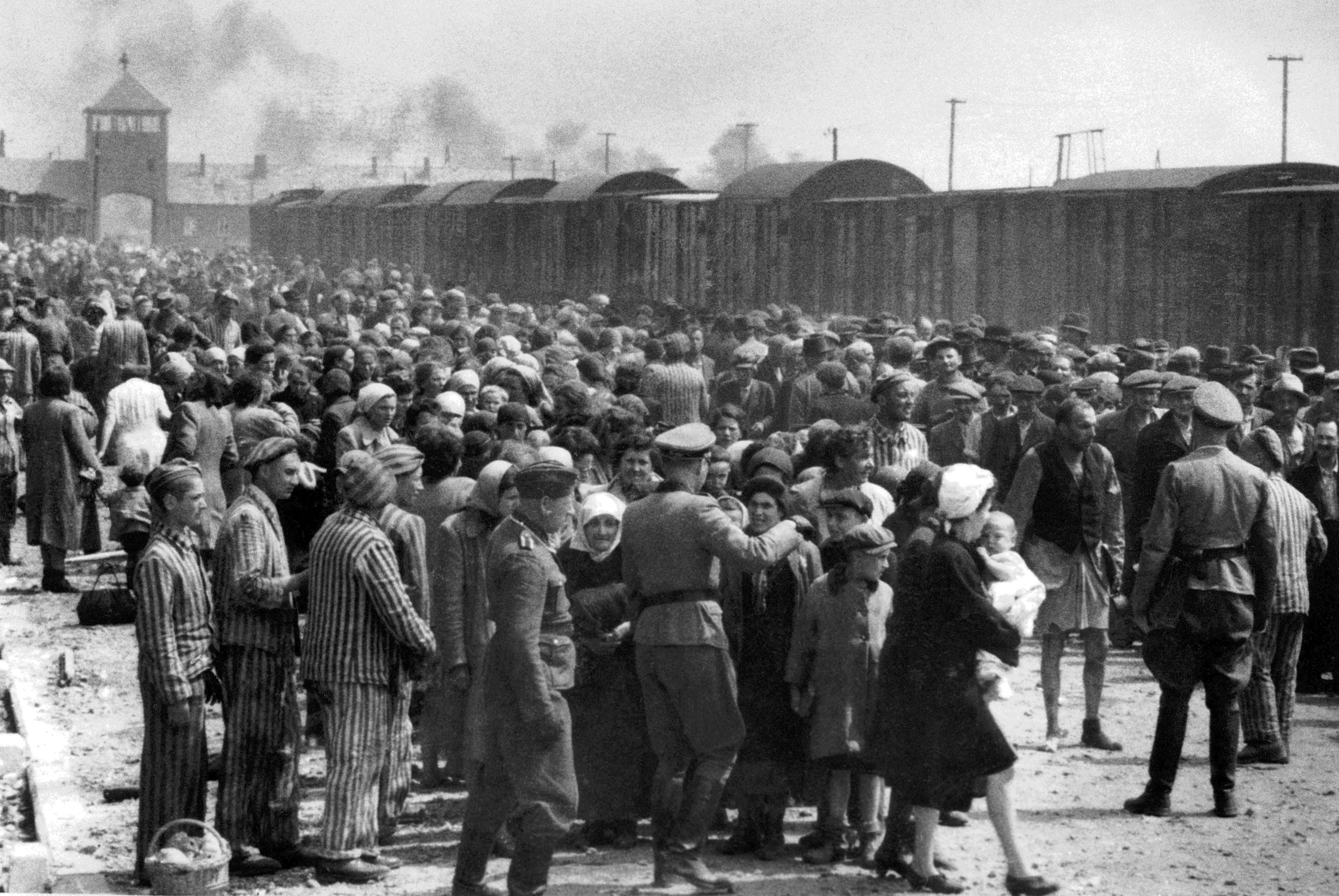
Khâu "tuyển chọn" người Do Thái Hungary ở Birkenau, tháng 5 hoặc 6 năm 1944

Kể từ năm 1942, Trại Auschwitz II (Birkenau) – vốn ban đầu được dự định làm nơi giam giữ nô lệ lao động – bắt đầu được sử dụng làm trại lao động và trại hủy diệt. Hàng ngày, tù nhân được vận chuyển đến Auschwitz bằng đường sắt từ mọi vùng lãnh thổ châu Âu do Đức Quốc Xã kiểm soát. Các bác sĩ SS tiến hành "tuyển chọn" những tù nhân mới chuyển đến và phân họ thành hai loại, những người đủ khả năng lao động sẽ được nhận vào trại, còn ai không đủ điều kiện sẽ bị giết trong phòng hơi ngạt. Những người bị giết – chiếm 3/4 tổng số tù nhân – hầu hết đều là trẻ em, phụ nữ có con nhỏ, phụ nữ có thai, người già và những người được chẩn đoán là không đủ khỏe mạnh (sau những cuộc kiểm tra ngắn gọn và hời hợt của bác sĩ SS).
Đầu năm 1943, Von Verschuer khuyến khích Mengele nộp đơn xin làm việc ở trại tập trung.  Sau khi được chấp nhận, Mengele chuyển đến Auschwitz làm việc. Ông được giám đốc y tế Auschwitz,  SS-Standortarzt Eduard Wirths, bổ nhiệm làm y sĩ trưởng của khu Zigeunerfamilienlager (trại gia đình người Di-gan) ở Birkenau, một tiểu trại của khu phức hợp Auschwitz. Công việc của bác sĩ SS không phải là điều trị cho các tù nhân ở Auschwitz mà là giám sát các tù nhân có trình độ y khoa làm việc. Một trong những nhiệm vụ của Mengele là đến thăm bệnh viện hàng tuần và bắt bất kỳ tù nhân nào chưa hồi phục sau hai tuần nằm giường đến phòng hơi ngạt.
Mengele đảm trách công việc "tuyển chọn" và tự nguyện làm công việc này ngay cả khi không được giao nhiệm vụ với hy vọng tìm kiếm đối tượng phù hợp để thí nghiệm và dành sự quan tâm đặc biệt đến các cặp song sinh. Tuy hầu hết các bác sĩ SS đều coi công việc tuyển chọn là một trong những nhiệm vụ căng thẳng và khó chịu nhất, song Mengele lại xem đây là một công việc nhẹ nhàng và thường mỉm cười hoặc huýt sáo lúc làm việc.  Ông là một trong những bác sĩ SS đảm trách nhiệm vụ giám sát Zyklon B, một loại thuốc trừ sâu Xyanua dùng để giết người hàng loạt trong các phòng hơi ngạt ở Birkenau.
Khi bệnh viêm miệng hoại tử – một căn bệnh do vi khuẩn gây hoại tử ở miệng và mặt – hoành hành tại khu của người Di-gan vào năm 1943, Mengele bắt đầu nghiên cứu để xác định nguyên nhân của căn bệnh này và phát triển một phương pháp điều trị. Ông tranh thủ sự giúp đỡ của tù nhân Berthold Epstein, một bác sĩ nhi khoa người Do Thái và giáo sư tại Đại học Karl ở Praha. Bệnh nhân bị cách ly trong một khu trại tách biệt, một số trẻ em mắc bệnh bị giết để lấy thủ cấp và nội tạng nhằm gửi đến Học viện Y tế SS ở Graz và các cơ sở khác để nghiên cứu. Quá trình nghiên cứu vẫn được tiến hành khi trại người Di-gan bị đóng cửa và những tù nhân còn lại bị sát hại vào năm 1944.
Khi một trận dịch sốt phát ban bùng phát ở khu trại phụ nữ, Mengele cho dọn sạch một khu nhà có sáu trăm phụ nữ Do Thái sinh sống rồi giết họ trong phòng hơi ngạt. Khu nhà sau đó được làm sạch và khử trùng. Những tù nhân sống tại khu nhà lân cận sẽ được tắm rửa sạch sẽ và ban quần áo mới trước khi bị ép chuyển đến khu nhà đã khử trùng. Quá trình này được lặp đi lặp lại cho đến khi mọi khu nhà đã được làm sạch. Quy trình tương tự cũng được áp dụng trong các vụ bùng phát dịch ban đỏ và các bệnh khác sau đó, điểm chung là tù nhân bị nhiễm bệnh sẽ bị giết trong phòng hơi ngạt. Bằng những phương thức chống dịch này, Mengele được trao tặng Huân chương Chiến tranh (Hạng Nhì với thanh kiếm) và được thăng cấp lên Y sĩ thứ nhất của tiểu khu Birkenau vào năm 1944.

### Thí nghiệm trên người

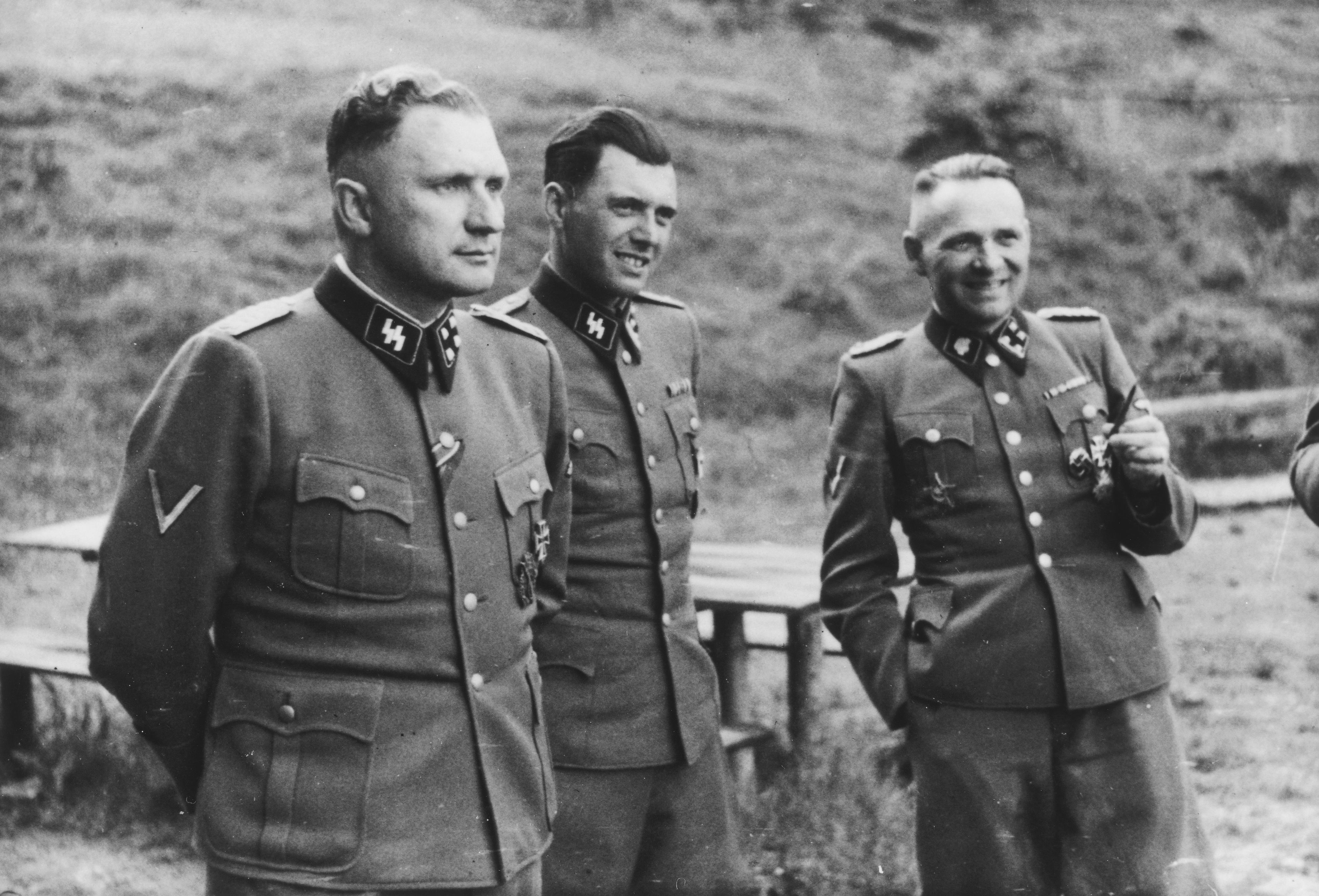
Trái qua phải: Richard Baer, Josef Mengele và Rudolf Höss ở Auschwitz, 1944 (album ảnh của Höcker)

Mengele xem Auschwitz là cơ hội để tiếp tục công trình nghiên cứu nhân chủng học cũng như tính di truyền và thường sử dụng tù nhân vào các thí nghiệm trên người. Các phương pháp thí nghiệm không hề đoái hoài đến sức khỏe, sự an toàn, hay sự đau khổ về thể chất lẫn tinh thần của nạn nhân. Mengele đặc biệt quan tâm đến những cặp song sinh cùng trứng, người mắc chứng dị sắc tố (mắt có hai màu khác nhau), người lùn và những người bị dị tật bẩm sinh. Theo yêu cầu Von Verschuer – người thường xuyên nhận các báo cáo và mẫu vật từ Mengele – công trình nghiên cứu của Mengele nhận được sự tài trợ của Deutsche Forschungsgemeinschaft (Quỹ Nghiên cứu Đức). Khoản tài trợ được sử dụng để xây dựng một phòng thí nghiệm bệnh lý nằm kế bên Lò thiêu II tại Auschwitz II-Birkenau. Miklós Nyiszli, một nhà nghiên cứu bệnh học người Do Thái Hungary, đến Auschwitz ngày 29 tháng 5 năm 1944, đã từng bị ép phải thực hiện các ca giải phẫu và chuẩn bị các bệnh phẩm trong phòng thí nghiệm này để gửi lên trên. Những cuộc nghiên cứu về các cặp song sinh được tiến hành, một phần nhằm chứng minh tính ưu việt của di truyền đối với môi trường để củng cố giả thuyết về tính ưu việt di truyền của chủng tộc Aryan. Nyiszli và nhiều người khác cho rằng các nghiên cứu về về các cặp song sinh được tiến hành với mục đích tăng tỷ lệ sinh sản của chủng tộc Đức bằng cách cải thiện khả năng sinh đôi của những người nằm trong diện "đáng để phối giống".
Các đối tượng nghiên cứu của Mengele được cho ăn và cung cấp nơi ở tốt hơn những tù nhân khác và tạm thời không bị giết trong phòng hơi ngạt. Họ sống trong một khu riêng, được cung cấp thực phẩm chất lượng tốt hơn một chút và điều kiện sống cải thiện phần nào so với các khu vực khác của trại. Khi đến thăm các đối tượng nhỏ tuổi, Mengele thường thể hiện một gương mặt thân thiện, tự giới thiệu mình là "Chú Mengele" và phát kẹo cho chúng ăn. Tuy nhiên, trái ngược với bộ mặt thân thiện thường thể hiện, Mengele chính là người trực tiếp gây ra cái chết của vô số nạn nhân thông qua các hình thức như tiêm thuốc độc, bắn, đánh đập và thí nghiệm vô nhân tính. Trong cuốn sách năm 1986, Lifton mô tả Mengele là một kẻ "tàn ác, vô cảm và cực kỳ bài Do Thái", cho rằng người Do Thái là một "chủng tộc hạ đẳng và nguy hiểm cần bị tiêu diệt". Rolf Mengele về sau cũng công nhận rằng cha mình không hề tỏ ra hối hận với những việc mà ông đã làm trong chiến tranh.
Một cựu tù Auschwitz từng bị ép phục vụ làm y sĩ nói về Mengele như sau:
Thằng cha này có thể dịu dàng một cách khó tin với lũ trẻ, khiến chúng quấn quýt hắn. Hắn mang kẹo ngọt đến cho chúng, để tâm đến từng chi tiết nhỏ nhặt trong cuộc sống thường nhật, làm những điều tưởng chừng đáng trân trọng ... Nhưng ngay bên cạnh tất cả những điều ấy, là những cột khói đen đặc từ lò hỏa táng. Và những đứa trẻ, ngày mai, hoặc chỉ trong nửa giờ sau thôi, sẽ bị hắn chính tay đưa vào đó. Thế đấy, đây chính là nơi sự phi lý kinh hoàng hiện diện.

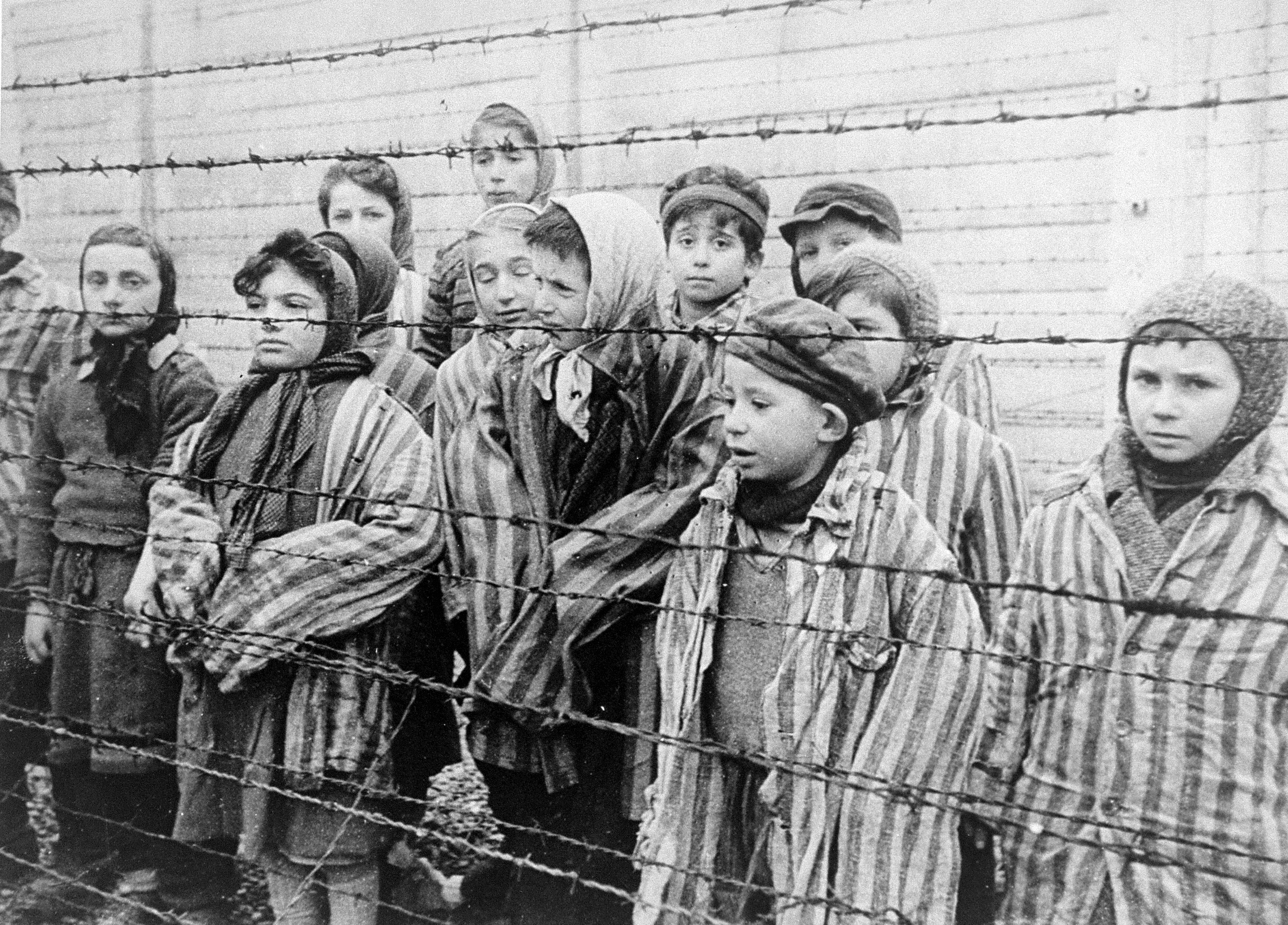
Các cặp song sinh Do Thái ở Auschwitz được bảo toàn tính mạng để Mengele sử dụng trong các thí nghiệm y tế. Hồng quân Liên Xô giải cứu những đứa trẻ này vào tháng 1 năm 1945.

Hàng tuần, Mengele hoặc phụ tá của ông ta tiến hành kiểm tra và đo đạc định kỳ chỉ số thể chất của các cặp song sinh. Những thí nghiệm được thực hiện trên các cặp song sinh bao gồm việc cắt cụt các chi mà Mengele cho là "không cần thiết", khiến một trong hai đứa trẻ mắc sốt phát ban hoặc một số bệnh khác rồi lấy máu tiêm vào đứa trẻ còn lại. Rất nhiều nạn nhân đã tử vong khi Mengele tiến hành các thí nghiệm này, những người qua khỏi cũng bị giết ngay sau đó, thi thể bị mổ xẻ do đã hết mục đích sử dụng. Nyiszli kể rằng Mengele đã tự tay kết liễu mười bốn cặp song sinh trong một đêm bằng cách tiêm chloroform vào tim chúng. Nếu một trong hai đứa trẻ song sinh nhỡ chết vì bệnh tật, Mengele sẽ giết nốt đứa còn lại nhằm so sánh kết quả khám nghiệm tử thi để phục vụ cho mục đích nghiên cứu.
Các thí nghiệm về mắt của Mengele bao gồm tiêm hóa chất vào nhãn cầu của đối tượng sống với hy vọng làm thay đổi màu mắt, còn những người bị mắc chứng loạn sắc tố mống mắt sẽ bị giết và móc mắt để gửi đến Berlin nghiên cứu. Đối với người lùn hoặc người bị dị tật bẩm sinh, Mengele thực hiện kiểm tra thể chất, lấy máu, nhổ những chiếc răng khỏe mạnh và tiến hành điều trị bằng tia X hoặc các loại thuốc thang hỗn tạp. Nhiều nạn nhân sẽ bị đưa đến phòng hơi ngạt chỉ sau khoảng hai tuần, còn xương của họ sẽ được gửi đến Berlin để nghiên cứu thêm. Mengele thường tìm bắt những phụ nữ có thai để thực hiện thí nghiệm trước khi ném họ vào phòng hơi ngạt. Một nạn nhân sống sót tên Alex Dekel kể lại rằng ông từng tận mắt chứng kiến Mengele giải phẫu moi tim và dạ dạy mà không hề gây mê nạn nhân. Năm 2009, một nạn nhân sống sót khác tên Yitzhak Ganon kể lại rằng Mengele đã lấy thận của ông mà không tiêm thuốc mê. Sau ca phẫu thuật, ông bị ép tiếp tục làm việc mà không được cấp thuốc giảm đau. Nhân chứng Vera Alexander kể rằng Mengele từng cố gắng khâu hai cặp song sinh người Di-gan lại với nhau, hy vọng tạo ra một cặp song sinh dính liền. Cả hai đứa trẻ đều qua đời vì hoại tử sau vài ngày chịu đau đớn.

## Giai đoạn hậu Auschwitz
Ngày 17 tháng 1 năm 1945, Mengele cùng với một số đồng nghiệp khác được di tản tới Trại tập trung Gross-Rosen ở Hạ Schlesien, mang theo hai hộp đựng mẫu vật và hồ sơ các thí nghiệm tại Auschwitz. Hầu hết hồ sơ bệnh án của trại đã bị SS tiêu hủy vào thời điểm Hồng quân Liên Xô giải phóng trại Auschwitz vào ngày 27 tháng 1. Mengele trốn khỏi Gross-Rosen vào ngày 18 tháng 2, một tuần trước khi Hồng quân ập tới. Ông sau đó chạy đến Žatec ở Tiệp Khắc, cải trang thành một sĩ quan Wehrmacht. Tại đây, Mengele tạm thời giao những bằng chứng phạm tội của mình cho một người y tá mới quen. Ông và đơn vị của mình sau đó đã nhanh chóng chạy về phía Tây để lẩn tránh Hồng quân, song cả nhóm đã bị người Mỹ bắt giữ vào tháng 6 năm 1945. Dù Mengele khi đó vẫn sử dụng tên thật, nhưng bởi những sai sót trong khâu quản lý, đơn vị giam giữ không hề hay biết việc ông nằm trong danh sách những tội phạm chiến tranh bị truy nã. Ngoài ra, do không phát hiện hình xăm máu đặc trưng của thành viên SS trên cơ thể, Mengele được người Mỹ phóng thích chỉ sau một tháng ngồi tù.
Sau khi kiếm được giấy tờ giả dưới cái tên "Fritz Hollmann", Mengele đã mạo hiểm quay về vùng bị Liên Xô chiếm đóng để tìm kiếm hồ sơ thí nghiệm Auschwitz của mình. Sau nhiều tháng lẩn trốn, ông bắt đầu sống dưới vỏ bọc của một người nông dân ở Rosenheim, Bayern. Ngày 17 tháng 4 năm 1949, Mengele quyết định rời khỏi Đức trốn ra nước ngoài do lo sợ sẽ nhận án tử nếu phải ra hầu tòa. Được sự hỗ trợ của một mạng lưới cựu thành viên SS, Mengele sử dụng con đường chuột để trốn đến Genova, Ý. Sau khi nhận được một cuốn hộ chiếu từ Ủy ban Chữ thập đỏ Quốc tế dưới danh tính "Helmut Gregor", Mengele khởi hành đến Argentina vào tháng 7 năm 1949. Vợ Mengele, Irene Mengele, từ chối đi cùng. Hai người ly hôn vào năm 1954.

## Nam Mỹ

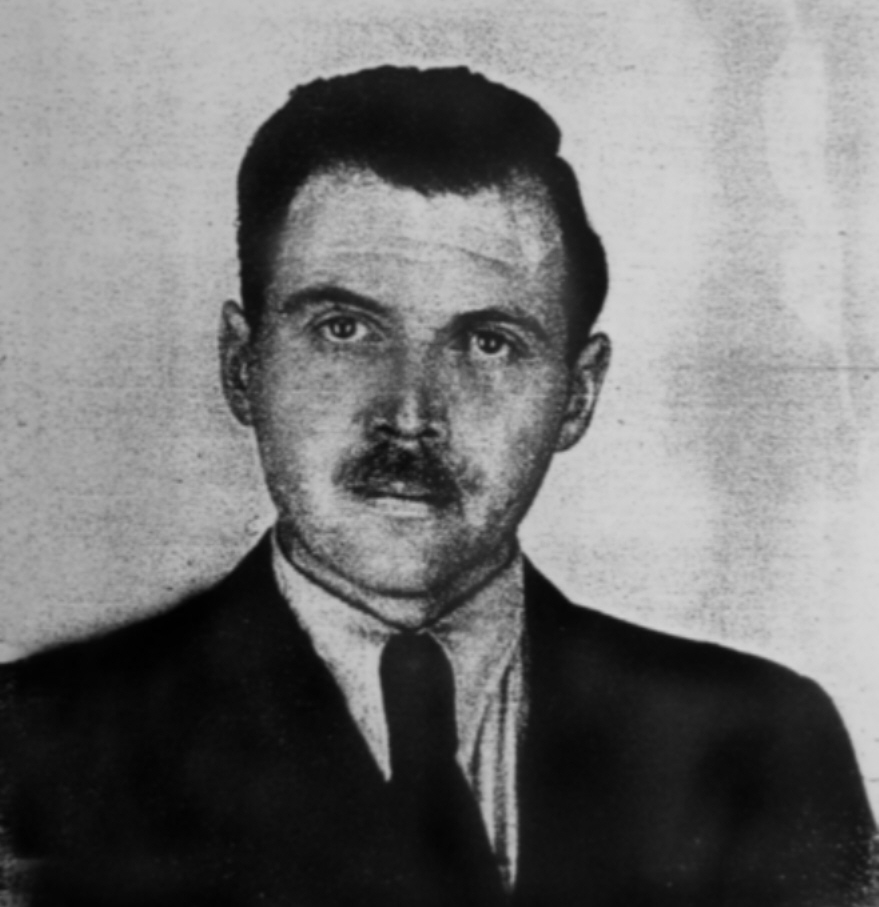
Chân dung Mengele trên giấy tờ Argentina (1956)

Sau khi đến Argentina, Mengele hành nghề thợ mộc ở Buenos Aires và sống trong một ngôi nhà trọ ở khu ngoại ô Vicente López. Một vài tuần sau đó, Mengele chuyển đến sống tại nhà của một người có cảm tình với chủ nghĩa quốc xã ở khu nhà giàu Florida Este. Khoảng thời gian tiếp đó, Mengele làm nhân viên bán hàng cho công ty gia đình Karl Mengele & Söhne. Kể từ năm 1951, ông thường xuyên thực hiện các chuyến công tác đến Paraguay với tư cách là đại diện bán hàng khu vực Nam Mỹ. Năm 1953, Mengele chuyển đến sống trong một căn hộ ở trung tâm Buenos Aires và sau đó thuê một căn nhà ở ngoại ô Olivos vào năm 1954. Hồ sơ do chính phủ Argentina công bố năm 1992 cho thấy Mengele có thể đã hành nghề y bất hợp pháp trong thời gian sống tại Buenos Aires, bao gồm cả việc phá thai.
Sau khi có được bản sao giấy khai sinh gốc thông qua đại sứ quán Tây Đức vào năm 1956, Mengele đã được phía Argentina cấp giấy phép cư trú dưới tên thật. Ông sử dụng giấy tờ và tên thật để làm hộ chiếu Tây Đức và khởi hành đến châu Âu ngay sau đó. Ông gặp con trai Rolf và em dâu góa chồng là Martha tại Thụy Sĩ. Rolf không hề biết đây là bố mình do ông tự xưng là "Chú Fritz". Sau kỳ nghỉ trượt tuyết ở Thụy Sĩ, Mengele theo hai cô cháu Martha, Rolf về quê nhà Günzburg và ở lại đây một tuần. Sau khi quay trở lại Argentina vào tháng 9 năm 1956, Mengele bắt đầu sống dưới danh tính thật. Martha cùng con trai là Karl Heinz (người gọi Josef Mengele là bác ruột) cũng đến Argentina khoảng một tháng sau đó. Năm 1958, Josef Mengele và em dâu Martha kết hôn với nhau khi đang du lịch ở Uruguay. Hai người mua một ngôi nhà chung Buenos Aires. Cũng trong thời gian này, Mengele trở thành cổ đông của một công ty dược phẩm có tên là Fadro Farm. Cũng trong năm đó, Mengele cùng một số bác sĩ khác bị cơ quan chức năng tạm giam do nghi ngờ hành nghề y bất hợp pháp sau khi một cô gái tuổi vị thành niên tử vong do phá thai, nhưng đã được thả tự do chỉ ít lâu sau đó. Nhận thức rằng việc công khai danh tính có thể khiến quá khứ quốc xã và các hoạt động thời chiến bị lộ tẩy, Mengele thực hiện một chuyến công tác dài ngày tới Paraguay và được cấp quyền công dân ở đó vào năm 1959 dưới tên "José Mengele". Ông quay trở lại Buenos Aires vài lần để giải quyết công việc kinh doanh và thăm gia đình. Martha và Karl sống trong một căn nhà trọ tại Buenos Aires cho đến khi quay trở về Tây Đức vào tháng 12 năm 1960.
Mengele tuy được xướng tên nhiều lần trong Phiên tòa Nürnberg nhưng quân Đồng minh khi đó cho rằng ông đã chết. Bản thân Irene Mengele và gia đình ở Günzburg cũng tuyên bố rằng Mengele đã qua đời. Trong thời gian ở Tây Đức, hai thợ săn quốc xã là Simon Wiesenthal và Hermann Langbein đã thu thập thông tin từ các nhân chứng về các hoạt động thời chiến của Mengele. Một bước đột phá xảy ra khi Langbein phát hiện hồ sơ ly hôn của Mengele, trong đó ghi rõ một địa chỉ tại Buenos Aires, Argentina. Cả Langbein lẫn Wiesenthal sau đó đã tìm cách gây áp lực yêu cầu chính quyền Tây Đức dẫn độ Mengele về nước. Sau nhiều nỗ lực thì vào ngày 5 tháng 6 năm 1959, văn phòng công tố viên ở Freiburg im Breisgau chính thức phát lệnh bắt giữ Mengele. Tuy nhiên, ban đầu chính quyền Argentina từ chối yêu cầu dẫn độ vì Mengele không còn sinh sống tại địa chỉ được cung cấp. Đến khi yêu cầu dẫn độ được chấp thuận vào ngày 30 tháng 6 năm 1959, Mengele đã đào tẩu sang Paraguay và định cư tại một trang trại ở Hohenau, gần biên giới Argentina. Tại đây, ông được cho là hành nghề bác sĩ thú y dưới bí danh "Francisco Fischer" trước khi trốn sang Brazil vào năm 1964. Vào tháng 8 năm 1979, trước áp lực từ cộng đồng quốc tế, Tòa án Tối cao Paraguay đã chính thức hủy bỏ quốc tịch của Mengele theo yêu cầu của Tổng Chưởng lý Clotildo Jimenez.

### Nỗ lực của Mossad
Tháng 5 năm 1960, Isser Harel, giám đốc cơ quan tình báo Mossad của Israel, đích thân chỉ huy thành công cuộc vây bắt Adolf Eichmann ở Buenos Aires. Harel hy vọng thông qua đó sẽ lần ra tung tích của Mengele để đưa người này về Israel xét xử. Trong quá trình hỏi cung, Eichmann khai ra địa chỉ một ngôi nhà trọ từng được sử dụng làm nơi ẩn náu của những kẻ đào tẩu Đức Quốc Xã. Trong thời gian theo dõi, đặc vụ Mossad không phát hiện Mengele hay bất kỳ người thân nào xung quanh ngôi nhà trên. Người đưa thư khu phố khẳng định không lâu trước đó Mengele từng nhận được nhiều lá thư gửi tới dưới tên thật, song sau đó đã chuyển đi mà không để lại địa chỉ mới. Harel tiếp tục điều tra tại một xưởng máy móc nơi Mengele từng là đồng sở hữu, nhưng cũng không tìm được manh mối nào đáng giá. Không còn lựa chọn, Harel buộc phải từ bỏ nỗ lực đưa Mengele ra trước công lý.
Mặc dù từng sơ suất cung cấp tài liệu pháp lý giúp Mengele hoàn tất các thủ tục đăng ký giấy phép cư trú tại Argentina, chính phủ Tây Đức sau đó đã tuyên bố treo thưởng cho bất kỳ ai bắt được ông. Việc hình ảnh cũng như quá khứ của bản thân liên tục xuất hiện trên các mặt báo buộc Mengele phải lẩn trốn thêm một lần nữa vào năm 1960. Cựu phi công Hans-Ulrich Rudel đóng vai trò trung gian giúp Mengele kết nối với Wolfgang Gerhard để tẩu thoát sang Brazil. Mengele ở lại với Gerhard trong một trang trại của người này gần São Paulo, chờ đợi thời cơ tìm kiếm một chỗ ở lâu dài hơn. Cơ hội đã đến khi Mengele gặp gỡ cặp vợ chồng người Hungary là Géza và Gitta Stammer. Với sự giúp đỡ từ Mengele, hai vợ chồng mua được một trang trại ở Nova Europa, do đó đã tin tưởng thuê Mengele làm người quản lý. Cả ba sau đó đã chung vốn mua một trang trại trồng cà phê và gia súc ở Serra Negra. Ban đầu, Gerhard nói với vợ chồng Stammer rằng Mengele tên là "Peter Hochbichler", nhưng chuyện bị lộ tẩy vào năm 1963. Gerhard thuyết phục hai người không khai báo vị trí của Mengele cho chính quyền, đe dọa rằng họ có thể bị liên lụy vì chứa chấp một tội phạm truy nã. Tháng 2 năm 1961, Brazil cũng nhận được yêu cầu dẫn độ từ Tây Đức do giới chức trách nước này nghi ngờ Mengele có thể đã chuyển đến đó.
Cũng trong thời điểm này, Zvi Aharoni, một trong những đặc vụ Mossad từng tham gia vào vụ bắt cóc Eichmann, được giao phụ trách một nhóm đặc vụ có nhiệm vụ truy lùng Mengele để đưa tới Israel xét xử. Những cuộc điều tra ở Paraguay không tiết lộ manh mối nào về nơi ở của Mengele và Mossad cũng không bắt chặn được bất kỳ thư từ nào giữa Mengele và Martha, lúc bấy giờ đang sống ở Ý. Các đặc vụ theo dõi nhất cử nhất động của Rudel cũng không khai thác được bất kỳ thông tin có giá trị nào. Sau nhiều nỗ lực, đặc vụ Mossad phát hiện hành tung của Gerhard và theo chân người này đến một vùng nông thôn gần São Paulo, nơi họ xác định được một người đàn ông châu Âu bị tình nghi là Mengele. Ngay sau đó, Aharoni liền báo cáo vụ việc cho Harel và trình bày kế hoạch dàn dựng một vụ bắt cóc. Tuy nhiên, do Israel lúc bấy giờ đang đứng bên bờ vực chiến tranh với Ai Cập, việc truy lùng tội phạm chiến tranh Đức Quốc Xã bị liệt xuống hàng thứ yếu, ngân sách hoạt động bị cắt giảm, Isser Harel buộc phải rút mọi đặc vụ Mossad đang hoạt động ở Nam Mỹ về nước.

### Cuối đời và cái chết
Năm 1969, Mengele cùng gia đình Stammer trở thành đồng sở hữu chủ một trang trại ở Caieiras. Năm 1971, khi Wolfgang Gerhard quay trở về Đức tìm cách chạy chữa cho vợ và con mắc trọng bệnh, ông đã đưa chứng minh thư của mình giao cho Mengele. Mối quan hệ giữa hai vợ chồng Stammer và Mengele trở nên xấu đi vào cuối năm 1974, khi họ tự mua một ngôi nhà ở São Paulo mà không mời Mengele góp vốn. Sau đó, gia đình Stammer mua một căn nhà gỗ ở khu phố Eldorado ở Diadema, São Paulo và cho Mengele thuê. Rolf, người chưa từng gặp lại cha kể từ kỳ nghỉ trượt tuyết năm 1956, đã đến thăm ông tại ngôi nhà gỗ này năm 1977. Tại đây, Rolf chạm trán với một kẻ "không hề biết ăn năn hối cải", người tuyên bố rằng ông chưa bao giờ làm hại bất kỳ ai và chỉ làm tròn bổn phận của một sĩ quan.
Sức khỏe của Mengele ngày càng suy yếu kể từ sau 1972. Ông bị đột quỵ vào năm 1976, bị cao huyết áp và nhiễm trùng tai, gây ảnh hưởng đến khả năng giữ thăng bằng. Ngày 7 tháng 2 năm 1979, trong chuyến thăm hai người bạn là Wolfram và Liselotte Bossert ở khu nghỉ mát ven biển Bertioga, Mengele bị đột quỵ khi đang bơi và chết đuối. Thi thể của ông được chôn cất tại Embu das Artes dưới cái tên "Wolfgang Gerhard" – theo tên trên giấy tờ tùy thân mà Mengele sử dụng kể từ năm 1971. Các bí danh khác được Mengele sử dụng kể từ khi bắt đầu cuộc sống chui lủi gồm có "Tiến sĩ Fausto Rindón" và "S. Josi Alvers Aspiazu".

## Khai quật hài cốt

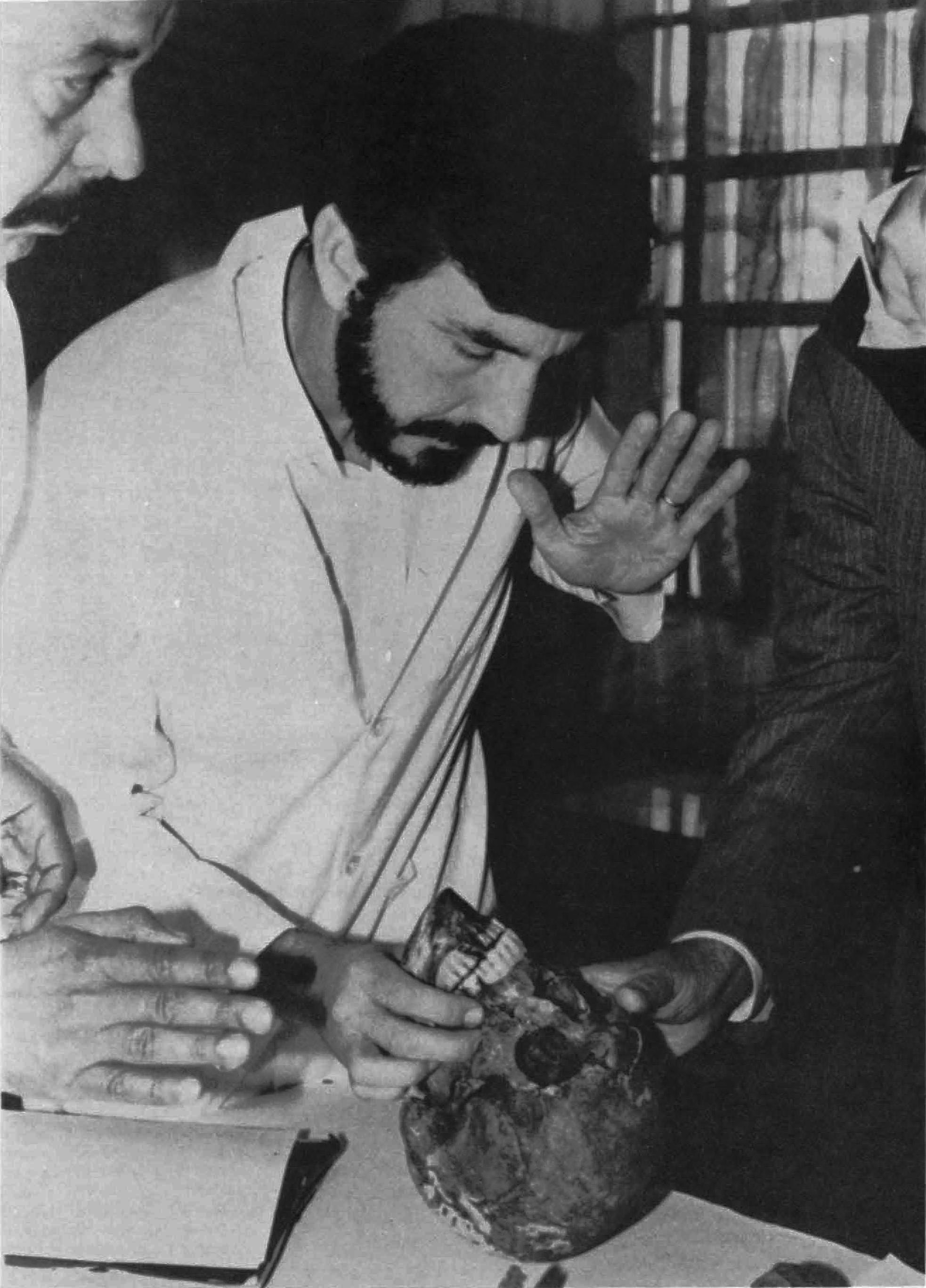
Các pháp y giám định hộp sọ của Mengele vào năm 1986.

Cũng vào thời điểm này, khắp nơi thế giới xuất hiện báo cáo rằng đã nhìn thấy Mengele. Wiesenthal tuyên bố rằng ông nhận được tin tình báo xác định vị trí của Mengele trên đảo Kythnos của Hy Lạp năm 1960, Cairo năm 1961,  Tây Ban Nha năm 1971, và ở Paraguay năm 1978 – mười tám năm sau khi ông rời nước này. Lần cuối cùng Wiesenthal khẳng định rằng Mengele vẫn còn sống là 1985, tức sáu năm sau khi ông qua đời. Trước đó vào năm 1982, Wiesenthal từng treo thưởng US$100.000 (tương đương $300.000 năm 2022) cho ai bắt được Mengele. Sự quan tâm của công chúng thế giới dành cho Mengele tăng lên đột biến sau khi một phiên tòa xét xử vắng mặt công khai được tổ chức tại Jerusalem vào tháng 2 năm 1985, thu thập lời khai của hơn một trăm nạn nhân các cuộc thí nghiệm của Mengele. Ngay sau đó, chính phủ ba nước Tây Đức, Israel và Hoa Kỳ đã phối hợp tiến hành điều tra nhằm khoanh vùng nơi ở của Mengele. Chính phủ Tây Đức và Israel lẫn nhật báo The Washington Times và Trung tâm Simon Wiesenthal đều treo thưởng cho những ai bắt giữ được vị bác sĩ này.
Ngày 31 tháng 5 năm 1985, dựa trên thông tin tình báo do văn phòng công tố viên Tây Đức nhận được, cảnh sát tiến hành đột kích nhà của Hans Sedlmeier, một người bạn lâu năm của Mengele và là giám đốc bán hàng của công ty Karl Mengele & Söhne ở Günzburg. Cơ quan chức năng tìm thấy một cuốn sổ địa chỉ đã mã hóa và các bản sao của các bức thư được mà Mengele từng gửi và nhận. Trong số các chứng cứ thu thập được có một là thư của Wolfram Bossert gửi cho Sedlmeier thông báo về cái chết của Mengele. Các nhà chức trách Đức ngay sau đó đã liên hệ với Sở Cảnh sát São Paulo. Sau khi bị tra khảo, Bosserts cuối cùng cũng chịu khai báo vị trí mộ phần của "Wolfgang Gerhard". Bộ hài cốt trong mộ được khai quật vào ngày 6 tháng 6 năm 1985. Kết quả giám định pháp y cho thấy hài cốt trên khả năng cao là của đối tượng cần tìm. Ngày 10 tháng 6, Rolf Mengele xác nhận rằng đây chính là hài cốt của Josef Mengele và thừa nhận đã che giấu tin tức về cái chết nhằm bảo vệ những người giúp đỡ cha mình trong quá trình trốn chạy.
Năm 1992, danh tính của Mengele chính thức được xác nhận bằng phương pháp xét nghiệm ADN. Do gia quyến từ chối đưa về Đức, hài cốt Megele được lưu trữ tại Viện Pháp y São Paulo và được sử dụng như một phương tiện hỗ trợ giáo dục trong các khóa học pháp y tại Trường Y khoa Đại học São Paulo.